# Борисевич, Дарья Сергеевна
Да́рья Серге́евна Борисе́вич (бел. Дар'я Сяргееўна Барысевіч; род. 6 апреля 1990, Минск) — белорусская легкоатлетка, специалистка по бегу на средние дистанции. Выступает за сборную Белоруссии по лёгкой атлетике с 2007 года, многократная победительница и призёрка первенств национального значения, финалистка ряда крупных международных стартов.

## Биография
Дарья Борисевич родилась 6 апреля 1990 года в Минске.
Впервые заявила о себе в лёгкой атлетике на международном уровне в сезоне 2007 года, когда вошла в состав белорусской национальной сборной и выступила на Европейском юношеском олимпийском фестивале в Белграде, где в зачёте бега на 1500 метров стала четвёртой, а в беге на 800 метров сошла с дистанции.
В 2012 году окончила Белорусский государственный педагогический университет, где обучалась на факультете физического воспитания.
На чемпионате Белоруссии 2014 года в Гродно выиграла серебряные медали в дисциплинах 800 и 1500 метров.
В 2016 году в беге на 1500 метров одержала победу на зимнем чемпионате Белоруссии в Могилёве, стартовала на чемпионате Европы в Амстердаме, но не смогла преодолеть здесь предварительный квалификационный этап.
В 2017 году в той же дисциплине финишировала седьмой на чемпионате Европы в помещении в Белграде и четвёртой в Суперлиге командного чемпионата Европы в Лилле. На чемпионате мира по легкоатлетическим эстафетам в Нассау вместе со своими соотечественницами стала серебряной призёркой в эстафете 4 × 800 метров.
На чемпионате Европы 2018 года в Берлине стартовала на дистанциях 800 и 1500 метров — во втором случае благополучно отобралась в финал и расположилась в итоговом протоколе соревнований на восьмой строке.
В 2019 году в беге на 1500 метров была пятой на чемпионате Европы в помещении в Глазго, заняла второе место в общекомандном легкоатлетическом зачёте на домашних Европейских играх в Минске, дошла до стадии полуфиналов на чемпионате мира в Дохе.
На чемпионате Белоруссии 2020 года в Минске одержала победу в дисциплинах 800 и 1500 метров. Выполнив олимпийский квалификационный норматив (4:04,20), благополучно прошла отбор на летние Олимпийские игры в Токио, однако из-за тяжёлой ситуации с коронавирусом в мире Игры были перенесены.
В 2021 году на 1500-метровой дистанции показала седьмой результат на чемпионате Европы в помещении в Торуне.